# EMPOWER
EMPOWER ("Education Means Protection Of Women Engaged in Recreation"), également connu sous le nom de Centre pour la protection des travailleurs du sexe ou Moolniti Songserm Okard Pooying (en thaï : มูลนิธิส่งเสริมโอกาสผู้หญิง), est une organisation à but non lucratif en Thaïlande qui soutient les professionnel (le) s du sexe en offrant des cours gratuits de langue, de santé, de droit et d'éducation pré-universitaire, ainsi que des conseils individuels. L'organisation fait également pression sur le gouvernement pour étendre les protections du code du travail aux travailleurs du sexe et pour dépénaliser le travail du sexe. L'organisation maintient des centres à Patpong (Bangkok), Chiang Mai, Mae Sai, et Patong, Phuket.

## Philosophie
EMPOWER est une organisation qui représente et fournit des services exclusivement aux travailleuses du sexe. Contrairement à certaines organisations thaïlandaises opérant dans ce domaine, les principes directeurs d'EMPOWER incluent une position sans jugement sur le travail du sexe et la conviction que les travailleurs du sexe ne devraient pas nécessairement être poussés à quitter ces métiers. EMPOWER reçoit un soutien financier minimal du gouvernement thaïlandais; l'essentiel des dons provient de l'étranger.

## Histoire
Après avoir obtenu son diplôme de la Faculté de sociologie et d'anthropologie de l'Université Thammasat, Chantawipa Apisuk a commencé à travailler au Southeast Asia Resource Center à New York pour poursuivre ses études et travailler sur les droits de l'homme. Après son retour en Thaïlande en 1984, Apisuk et un groupe de travailleuses du sexe à Patpong (Bangkok, Thaïlande) ont fondé EMPOWER la même année. Apisuk continue d'assumer les fonctions de directeur de l'organisation et gère le siège social de la province de Nonthaburi.
En 2012, l'organisation exploitait des centres dans onze provinces et touchait régulièrement plus de 20 000 travailleuses du sexe. Au cours des 27 années d'existence d'EMPOWER, plus de 50 000 travailleuses du sexe ont été impliquées dans l'organisation.
Lors de la Conférence internationale sur le sida de 2004 à Bangkok, EMPOWER a mis en place une simulation de Go-go bar avec un danseur pour mettre en avant la nécessité de l'utilisation du préservatif parmi les professionnel(le)s du sexe. Cela a été critiqué par le ministre de la Santé de l'époque, Sudarat Keyuraphan.
Peu de temps après le tsunami de décembre 2004, EMPOWER a ouvert un bureau à Patong, Phuket. L'organisation a publié un rapport estimant le nombre de morts/an à plus de 2 000 parmi les travailleuses du sexe, et a déploré le manque de soutien aux travailleuses du sexe migrantes touchées par les inondations.
En septembre 2005, EMPOWER a diffusé une émission radiophonique pour les travailleuses du sexe à Phuket, Chiang Mai et Mae Sai, notamment pour informer les travailleuses du sexe sur leurs droits,.

## Bar "Can Do"
En 2006, EMPOWER a ouvert un bar appartenant à des travailleurs du sexe à Chiang Mai, et l'ont appelé Bar "Can Do". Il a été conçu pour être un modèle de conditions de travail exemplaires dans l'industrie du sexe, qui comprennent l'octroi d'un jour de congé aux travailleurs par semaine et l'octroi de prestations de sécurité sociale. Lek, copropriétaire du bar et travailleur du sexe thaïlandais de six ans à l'époque, déclarait en 2011: « Je suis très heureux ici. J'exerce ma profession dans un environnement sûr et protecteur ». En 2009, le directeur d'Empower Bangkok à l'époque, Noi Apisuk, expliquait:« Nous avons créé le bar "Can Do" comme un modèle pour les affaires - un «expérientiel»: une expérience de divertissement. Nous offrons un environnement de travail sûr et inspirant à nos travailleurs. Nous voulons démontrer que même - ou surtout - dans le travail du sexe, des problèmes de travail et de sécurité existent et que la législation thaïlandaise du travail devrait être respectée. Et si c'est le cas, les employés et la direction en bénéficient. »

## Publications
En 2003, l'organisation a publié un rapport indiquant que de nombreuses organisations de lutte contre la traite ne reconnaissaient pas la différence importante entre les travailleuses du sexe migrantes et les femmes contraintes de se livrer au travail du sexe contre leur volonté. Le rapport a documenté une opération de «raid et sauvetage» dans un bordel de Chiang Mai en mai 2003, qui a été menée par TRAFCORD, avec le soutien de l'International Justice Mission (IJM). L'opération a été menée à terme sans le consentement des travailleuses du sexe en question et, selon EMPOWER, a entraîné de nombreuses violations des droits humains. L'IJM a par la suite mis fin à son travail de lutte contre la traite en Thaïlande. Apisuk a déclaré que ces raids et les arrestations qui ont suivi ne font qu'aggraver la situation de la plupart des prostituées.
En 2012, EMPOWER a publié un rapport, Hit and Run: The impact of anti-traffic policy and practice on sex Workers 'Human Rights in Thailand dans lequel les travailleurs du sexe régionaux ont été interrogés pendant un an pour évaluer l'état de la profession. Le rapport a incité Apisuk à déclarer: « Nous avons maintenant atteint un point dans l'histoire où il y a plus de femmes dans l'industrie du sexe thaïlandaise qui sont abusées par des pratiques anti-traite que de femmes exploitées par des trafiquants. »
EMPOWER a publié 26 numéros d'un bulletin d'information en thaïlandais intitulé "Bad Girls", dans lequel les travailleuses du sexe pouvaient s'exprimer. L'édition finale a été publiée en 1991.

## Récompenses
L'ONUSIDA et le PNUD ont annoncé lors de la XVIIe conférence internationale sur le sida, en 2008 à Mexico, au Mexique, qu'EMPOWER avait reçu l'un des 25 prix Ruban rouge. Ce prix, conçu pour célébrer le leadership communautaire et l'action contre le sida, comprenait une allocation de 5 000 $ US, ce qui a permis à EMPOWER de participer à la conférence.

## Voir également
- Prostitution en Thaïlande